# Luke Cage
Luke Cage, también conocido como Power Man (nombre de nacimiento Carl Lucas), es un superhéroe ficticio que aparece en cómics estadounidenses publicados por Marvel Comics. Luke Cage apareció por primera vez en Luke Cage, Hero for Hire # 1 (junio de 1972) y fue creado por Roy Thomas, Archie Goodwin y John Romita Sr. Fue el primer superhéroe de piel oscura en aparecer como protagonista y personaje principal de una tira cómica.
Creado durante el apogeo del género blaxploitation, Luke Cage es un exconvicto encarcelado por un crimen que no cometió, que gana los poderes de la fuerza sobrehumana y la piel irrompible después de someterse voluntariamente a un procedimiento experimental. Una vez liberado, Cage se convierte en un "Héroe de Alquiler" y forma equipo con el también superhéroe, Puño de Hierro como parte del dúo, Power Man y Iron Fist. Más tarde se casa con la investigadora privada súper poderosa Jessica Jones, con quien tiene una hija. En 2005, el escritor Brian Michael Bendis agregó a Luke Cage a la alineación de los Nuevos Vengadores, y desde entonces ha aparecido en varios títulos de Los Vengadores, y se convirtió en el líder de un grupo de supervillanos reformados llamados los Thunderbolts, y en algún momento convirtiéndose en el alcalde de la ciudad de Nueva York en la conclusión del evento cruzado 2021-2022 "Devil's Reign", sucediendo a Kingpin.
El personaje ha sido adaptado sustancialmente de los cómics a varios formatos de medios. En el Universo cinematográfico de Marvel (UCM), Mike Colter interpretó al personaje en las series de televisión de Netflix Jessica Jones (temporada 1; 2015 y temporada 3; 2019 (ep. final)), Luke Cage (2016-2018) y The Defenders (2017).

## Historial de publicaciones
Luke Cage se creó a raíz de conversaciones entre Archie Goodwin y Roy Thomas poco después de que las películas de blaxploitation surgieran como un nuevo género popular. Debutó en su propia serie, con la marca de portada Luke Cage, Hero for Hire y el título Hero for Hire. La serie inicialmente fue escrita por Goodwin y dibujada a lápiz por George Tuska, con el traje del personaje diseñado por John Romita Sr. El personaje fue el primer superhéroe afroamericano en protagonizar su propia serie de cómics, que fue retitulado con la marca registrada de portada Luke Cage, Power Man y el título de marca registrada Power Man con el número 17. Las aventuras de Cage se desarrollaron en una ciudad de Nueva York más sucia y dominada por el crimen que la habitada por otros superhéroes de Marvel de la época.

## Datos biográficos del personaje

### Origen
Nacido Carl Lucas y criado en la ciudad de Nueva York, el barrio de Harlem, pasa su juventud en una banda llamada los rivales. Con su amigo Willis Stryker, él lucha contra la pandilla rival, Diablos y comete delitos menores, a menudo en nombre del mafioso deforme Sonny "Hammer" Caputo. Dentro y fuera de los hogares de menores a lo largo de su adolescencia, Lucas sueña con convertirse en un gran mafioso de Nueva York hasta que finalmente se da cuenta de cómo sus acciones lastiman a su familia. Él busca mejorarse a sí mismo como adulto al encontrar empleo legítimo. Mientras tanto, Stryker se eleva en las filas del crimen, pero los dos hombres siguen siendo amigos. Cuando las actividades de Stryker enfurecen a la Maggia, sindicato del crimen, es golpeado brutalmente en un ataque de la mafia, salvado solo por la intervención de Lucas. Cuando la novia de Stryker, Reva Connors, termina con él por temor a su trabajo violento, busca consuelo con Lucas. Stryker está convencido de que Lucas es responsable de la ruptura, por lo que planta heroína en el departamento de Lucas y le saca la policía. Lucas es arrestado y enviado a prisión donde el contacto con su familia es escaso debido al resentimiento de su hermano James Jr., quien intercepta las cartas de Lucas a su padre James y finalmente los lleva a creer que el otro está muerto.
Lucas está consumido por la ira por la traición de Stryker y la supuesta muerte de su padre, participando en peleas frecuentes e intentos de fuga. Finalmente transferido a la prisión de Seagate en la costa de Georgia, se convierte en el objetivo favorito del oficial de correccionales racistas Albert "Billy Bob" Rackham, cuya brutalidad sádica finalmente conduce a una degradación que culpa a Lucas. El científico investigador Dr. Noah Burstein recluta a Lucas como voluntario para un experimento de regeneración celular basado en una variante del proceso de Súper Soldado que había utilizado previamente para fortalecer a Warhawk. Burstein sumerge a Lucas en un campo eléctrico conducido por un compuesto químico orgánico; luego deja a Lucas desatendido, Rackham altera los controles del experimento, esperando mutilar o matar a Lucas. El tratamiento de Lucas se acelera más allá de los límites previstos, induciendo mejoras en todo el cuerpo que le dan fuerza y durabilidad sobrehumanas. Utiliza su nuevo poder para escapar de Seagate y hace su camino de regreso a Nueva York, donde un encuentro casual con criminales lo inspira a usar sus nuevos poderes para obtener ganancias.
Adoptando el apodo de Luke Cage y poniéndose un disfraz distintivo, lanza una carrera como Héroes de Alquier, ayudando a cualquiera que pueda pagar su precio. Pronto establece una oficina arriba del Cine Gema de Times Square, donde se hace amigo del estudiante de cine, DW Griffith. Burstein, consciente de la inocencia de su amigo, también se muda a Nueva York y abre una clínica médica, con la asistencia de la Dra. Claire Temple, con quien Cage comienza a salir. Aunque Cage está contento de luchar contra delincuentes estrictamente convencionales, pronto se da cuenta de que Nueva York no es el lugar adecuado para hacerlo. Stryker se ha convertido en un agente de Maggia conocido como Iguana y muere luchando contra Cage. Los oponentes posteriores incluyeron a Gideon Mace, un veterano amargado que busca una toma de control de los EE. Chemistro (Curtis Carr), cuyo Alchemy Gun es un arma más tarde utilizada por otros, incluido su hermano después de que Curtis se reforme; Discus, Stiletto, Shades, y Comanche, todos los criminales con vínculos con los días de prisión de Cage que lo enfrentan repetidamente a lo largo de los años.

### Lazos de superhéroe
Aunque Cage tiene poco en común con la mayoría de los superhumanos de Nueva York, un intento mal concebido de cobrar una tarifa de un Doctor Doom renegado lo lleva a hacerse amigo de los Cuatro Fantásticos. A través de un retcon posterior, Cage también se hace amigo de Jessica Jones, una mujer joven cuya fuerza sobrehumana y estilo poco convencional coinciden con los suyos. Durante una misión en la que Cage y Iron Man rastrean a Orville Smythe, que lo engañó para robar un traje espacial experimental de Stark International, Cage sigue el ejemplo de sus nuevos compañeros y toma el nombre en clave de Power Man. Cage lucha contra un pícaro Erik Josten por el uso del nombre de Power Man, ganando el derecho.
Poco después, Luke Cage comienza a asociarse con el súper equipo de punto suelto, Los Defensores, junto a quien lucha contra la Brigada de Demolición y los Hijos de la Serpiente. Llamado para ayudar a los Defensores contra Plantman, Cage comienza a quejarse de que su participación en su grupo está interfiriendo con su trabajo remunerado. El miembro de los Defensores ricos, Nighthawk, resuelve este problema al colocar a Power Man en retenedor, brindándole a Luke un cheque constante por sus actividades de Defensores. Durante algún tiempo después, Power Man sirve como un miembro central de los Defensores. Juntos, derrotan amenazas menores, como la Anguila y el Puercoespín y amenazas importantes como Headmen, Nebulon, los Emisarios del Mal de Egghead y Rajah Rojo; pero Cage se siente fuera de lugar en las hazañas a menudo extrañas de los Defensores y finalmente renuncia.

### Power Man y Puño de Hierro
Habiendo obtenido pruebas de la inocencia de Cage en sus acusaciones originales por drogas, el criminal Bushmaster, secuestra a Burstein y Temple, usando su seguridad y la esperanza de absolución para chantajear a Cage para secuestrar a la investigadora privada, Misty Knight, quien humilló a Bushmaster en un encuentro anterior. Los esfuerzos de Cage llevaron a una pelea con el novio de Knight, el artista marcial, Puño de Hierro, quien había pasado la mayor parte de su vida en la ciudad extradimensional de K'un-L'un y no estaba familiarizado con la sociedad de la Tierra. Al enterarse de la situación de Cage, Puño de Hierro y Knight lo ayudan a vencer a Bushmaster y rescatar a sus amigos. Borrado de sus cargos criminales, Power Man legalmente cambia su nombre a "Lucas Cage". Trabaja brevemente para la agencia de detectives de Misty Knight y Colleen Wing, Nightwing Restorations, pero pronto elige unirse a Puño de Hierro en un equipo de dos hombres, Héroes de Alquiler, fundado por el abogado Jeryn Hogarth y atendido por el genio administrativo Jennie Royce. Aunque el Power Man de la calle y el Iron Fist poco mundano parecen tener poco en común, pronto se convierten en los mejores amigos. La relación de Cage con Claire Temple resulta menos duradera, y él en cambio comienza a salir con la modelo Harmony Young.
Power Man y Puño de Hierro logran un gran éxito con Héroes de Alquiler ganando una reputación internacional y luchando contra una amplia variedad de criminales. La caída de su asociación comienza cuando la misteriosa agencia gubernamental SMILE, manipula a Power Man y Puño de Hierro en el empleo de Consolidated Conglomerates, Inc., lo que finalmente enmarca a Cage por el aparente asesinato de Puño de Hierro, causando que Cage se convierta en un fugitivo.

### Chicago
Un fugitivo otra vez, Cage rompe el contacto con sus amigos de Nueva York y se muda a Chicago, pero, con la ayuda de Hogarth, queda libre de cargos criminales cuando Puño de Hierro aparece vivo. Cage descubre que Puño de Hierro había sido reemplazado por un doppelganger de la raza tipo H'ylthri, los antiguos enemigos de K'un-Lun durante su tratamiento. La existencia y destrucción de este doppelganger a manos del Super-Skrull son parte de un extraño esquema diseñado por el enemigo del Puño de Hierro, el Maestro Khan.
Queriendo un nuevo comienzo después de que se retire su cargo de asesinato, Cage abandona su disfraz de Power Man y comienza a operar fuera de Chicago como Luke Cage, Hero for Hire, vestido de civil; hace arreglos con el Espectador de Chicago para informes exclusivos de sus aventuras y con frecuencia trabaja con la detective Dakota North. En su primera misión en Chicago, asiste al Punisher en la lucha contra los traficantes de drogas. Cage atrae el interés del refinado asesino Hardcore, un empleado de Cruz Bushmaster, hijo del villano cuya derrota despejó el nombre de Cage la primera vez. Cage se entera de que Cruz, siguiendo los pasos de extorsión de su padre, ha secuestrado a la esposa de Noah Burstein, Emma, para obligar al científico a recrear el proceso que le dio poder a Cage. Cruz se somete al procedimiento él mismo, pero el anciano Bushmaster le quita el poder a su hijo, invirtiendo su casi catatonía y declarándose a sí mismo el Maestro de Poder. Cage se une con Puño de Hierro para frustrar sus planes, liberando a los Burstein mientras los Bushmasters aparentemente mueren. El poder de Cage aumenta aún más por la exposición al virus Power Man.
Mientras Cage intentaba localizar a los miembros supervivientes de su familia con la ayuda de Dakota North, su hermano continuó cambiando de sitio al padre de ambos para que este no los atrapara. James Jr. sería finalmente reclutado por la asociación criminal conocida como La Corporación, cuyo científico experto en otorgar superpoderes, el doctor Karl Malus, mutaría al joven hasta convertirlo en el superhumano Coldfire. Con esta nueva identidad, James esperaba ser rival para su superpoderoso hermano, al que veía como una amenaza, utilizando el odio que le profesaba para concentrar sus poderes energéticos. A pesar de que James trabajaba para la Corporación por propia iniciativa, Malus retuvo a su padre como rehén para disponer de una garantía extra que asegurara su cooperación. Cuando Cage averiguó que era la Corporación la que tenía retenida a su familia, invadió su cuartel general, y se enfrentó a Coldfire. Sin embargo, los dos hermanos acabarían uniendo sus fuerzas para rescatar a su padre de las garras de Malus. Aparentemente, Coldfire se sacrificó para destrozar el cuartel general de la Corporación.

### Regreso de los Héroes de Alquiler
Unos meses después, Cage investiga el asesinato de Harmony Young y lucha contra su asesino, el demonio Darklove, junto a Ghost Rider. El místico Doctor Druid recluta a Cage para que se uniera a las filas de los Defensores Secretos, para enfrentarse al hechicero Malachi. Cage volvería a Nueva York y, decidiendo que ya no le atraían los asuntos de superhéroes, se convirtió en copropietario del Teatro Gema, junto a su amigo D. W. Griffith. Ni siquiera una oferta de Puño de Hierro para unirse a un grupo mayor de los Héroes de Alquiler pareció tentarle. Sin embargo, cuando el aspirante a conquistador conocido como El Amo intentó reclutarle para que se infiltrara en el equipo de Rand como espía, destruyendo el teatro de este en el proceso, Cage, intrigado, decidió aceptar dicha oferta. Así, Cage se uniría a los Héroes de Alquiler y durante una temporada participó en sus misiones mientras informaba al Amo. Con el tiempo, comenzó a simpatizar con los aspectos más benevolentes de los objetivos de su contratador, surgiendo entre ambos lo que parecía una confianza mutua. En última instancia, Cage no fue capaz de traicionar a su mejor amigo ni de aceptar la tremenda pérdida de vidas que implicaban los planes de conquista del Maestro. Una vez eliminada esta amenaza, continuó con el grupo, y comenzó a salir con una de sus miembros, She-Hulk. Cuando la corporación Stark-Fujikawa se adueñó del grupo, Cage y el segundo Hombre Hormiga (Scott Lang) fueron expulsados de él, por sus antecedentes criminales. A consecuencia de ello, el resto del grupo se marchó, en señal de protesta.
Cage, mordido por el error del héroe una vez más, continúa compartiendo aventuras con Puño de Hierro y otros héroes. Resumiendo brevemente su identidad de Power Man, Caballero Luna lo contrata para unirse a un equipo anónimo de vigilantes de Nueva York a pie de calle, pero a los pocos días de su incorporación, el grupo se disuelve tras los enfrentamientos con las fuerzas de Tombstone y Zheng Zu. Decidiendo que un regreso a lo básico está en orden, restablece sus actividades de Hero for Hire, interviniendo en una guerra de pandillas entre Tombstone, Sonny "Hammer" Caputo y Clifford "Clifto" Townsend, y pronto descubre que, a pesar de su fama internacional, casi lo olvidan en las calles donde originalmente se hizo famoso. Invierte su dinero en un bar y se dispone a librar a su barrio de elementos criminales, decidiendo que lo mejor para otros es dejar el negocio de salvar mundos.

### Jessica Jones y los Nuevos Vengadores
Después de un encuentro sexual con Jessica Jones, ahora una investigadora privada, la vida de Cage se desorganiza brevemente por la reacción de Jones ante el incidente. Los dos hacen las paces mientras trabajan como guardaespaldas de Matt Murdock. Cage extiende su apoyo emocional a Jones cuando se ve obligada a revisar los abusos del pasado por parte del villano Hombre Púrpura, y los sentimientos de Cage por ella crecen. Después de que Jones revelara que estaba embarazada de su cita, ella y Cage se mudaron juntos {ALIAS 28}. Poco después, Jones se convierte en una asesora sobrehumana con el Daily Bugle. Después de que ella es atacada por el Duende Verde durante una investigación de Bugle, Cage, ayudado por Spider-Man, ataca deliberadamente a Norman Osborn para provocarlo a revelar que él es el Duende.
Meses después, Cage está presente en la ruptura en la prisión de supervillanos, La Balsa y se convierte en miembro fundador de Los Vengadores reformados. Luke y Jessica Jones luego tienen una hija, a quien llamaron Danielle, en honor a Danny Rand. Poco después, él y Jessica están casados. También conoce a la Pantera Negra (que se revela como uno de los héroes personales de Luke), uniéndose a él y a varios superhumanos de origen africano en una misión contra los vampiros en Nueva Orleans.
Después de que se promulgue la Ley de Registro de Superhumanos, Cage se niega a registrarse, comparando el acto con las leyes de Jim Crow. Él envía a Jessica y su hija recién nacida a Canadá, donde pueden estar seguros, aunque él mismo se niega a irse. Las fuerzas de S.H.I.E.L.D. vienen a arrestar a Cage. Él lucha para llegar a un lugar seguro con la ayuda del Capitán América, Falcon y el Puño de Hierro (haciéndose pasar por Daredevil), y se une a los "Vengadores secretos" del Capitán América. Él lucha junto a ellos en oposición al acto hasta que el Capitán América se rinda ante las autoridades estadounidenses.
Cage no cumple con la amnistía ofrecida a los Vengadores secretos, pasando a la clandestinidad y reformando los Nuevos Vengadores junto a Spider-Man, Wolverine, Iron Fist y Spider-Woman. Luke asume el liderazgo de los Nuevos Vengadores después del asesinato del Capitán América, con el equipo ahora operando bajo tierra y provisto de alojamiento seguro por el Doctor Strange.
Después de una invasión Skrull, el Capitán América (James "Bucky" Barnes) organiza una reunión con los Nuevos Vengadores en su casa, ofreciéndola como base de operaciones. A Cage se le ofrece el papel de líder de los Nuevos Vengadores, pero lo rechaza y le asigna el papel a Ronin.

### Thunderbolts
Tras el asedio de Asgard, Steve Rogers nombra a Luke Cage, líder del programa Thunderbolts. Poco después, comienza a reclutar nuevos Thunderbolts, una mezcla equilibrada de miembros antiguos y antiguos, que induce personalmente al Fantasma, Moonstone, Juggernaut y Crossbones, con la cooperación de MACH-V, Fixer y Songbird, y el uso de poderes del Hombre Cosa para el transporte a larga distancia.

### Reformando a los Vengadores
Para convencer a Cage de reunirse con los Vengadores, Steve Rogers y Tony Stark venden la mansión recientemente renovada a Luke Cage por un dólar, lo que le permite reclutar a su propio equipo de Vengadores y operar sin recibir órdenes de Rogers, aunque Rogers insiste en que Victoria Hand únete a ellos como enlace. Cage y su equipo están obligados a ayudar al Doctor Strange, a Daimon Hellstrom y al Hermano Voodoo para frustrar un intento de Agamotto, el propietario original del Ojo de Agamotto, de destruir la existencia, que culmina con la aparente muerte del Hermano Voodoo. Aunque inicialmente en contra de la idea de recibir un pago por formar parte del equipo, Cage está convencida de aceptar la oferta.
Tras su encarcelamiento en Utopía, decide, después de una conversación con Daredevil, en renunciar a sus deberes de Vengador para garantizar la seguridad de su esposa y su hija. Después de que los X-Men son derrotados, Cage, Jessica, Chica Ardilla y Iron Fist renuncien a los Vengadores. En el volumen 2 de The Mighty Avengers, Luke Cage viste un traje que recuerda a su atuendo amarillo de la Edad de Bronce, con una camiseta amarilla y jeans azules.

### Marvel NOW!
Durante la serie de The Superior Spider-Man, Cage reúne una encarnación de Poderosos Vengadores, y oficialmente declara que el nuevo grupo ensamblado es Vengadores.

### All-New, All-Different Marvel
Como parte de "All-New, All-Different Marvel", Luke Cage y Iron Fist entran en conflicto con Jennifer Royce cuando fue corrompida por un antiguo artefacto africano.
Durante la historia de Civil War II, Luke Cage oye sobre los talentos de Ulysses Cain y la pelea por él. Después de pensar en esto, Luke le dice a Iron Fist que está librando esta pelea.
Durante la historia del "Imperio Secreto", Luke Cage se convirtió en miembro de los Defensores junto con Daredevil, Iron Fist y Jessica Jones. Junto a Cloak y Dagger, el Doctor Strange y Spider-Woman lucharon contra el Ejército del Mal durante el ascenso de Hydra al poder, donde fueron derrotados por Nitro. Luke Cage y los que estaban con él quedaron atrapados en la cúpula de Darkforce por Blackout cuando sus poderes fueron potenciados por el barón Helmut Zemo utilizando el Darkhold.
Durante la historia de " Hunt for Wolverine ", Luke Cage y Jessica Jones ayudan a Iron Man y Spider-Man a encontrar a Wolverine cuando su cuerpo ha desaparecido de su tumba sin nombre. Cuando los cuatro llegan encubiertos a un submarino en aguas internacionales al enterarse de que se subastará un material genético, Luke y Jessica se sorprenden al descubrir que el material genético que se subastará pertenece a su hija Danielle. Cuando el señor Siniestro se estrella en la subasta y ataca al vendedor no identificado alegando que le robó el ADN de Wolverine, el ataque causa un agujero en el submarino cuando Jessica Jones usa el cuerpo de Luke Cage para ayudar a cerrarlo. Después de que Mister Siniestro es derrotado con la ayuda de X-23 y el vendedor Declan Foy es cuestionado, Luke Cage recibe una armadura especial de Iron Man como parte de su ataque a la base de Mister Siniestro en las Islas Kerguelen. Después de que se destruyó la base de datos y la misión terminó, Luke y Jessica se dirigieron a casa con Tony Stark, Peter Parker y X-23, donde Iron Fist había estado cuidando a Danielle Cage. Después de una conversación con X-23, Tony les informa a Luke y Jessica que la base de datos destruida revela que uno de los miembros de X-Men no es un mutante y que hay un agente durmiente alterado genéticamente entre ellos.

### Nuevo comienzo
Durante la historia de "Empyre", Visión y el Doctor Némesis se encuentran con Luke Cage mientras investigan las plantas de Cotati que se han apoderado de Central Park. Cuando Visión trae la pelea con su oponente similar a una planta fuera de Central Park, Luke Cage y el Doctor Némesis lo confunden con un Cotati solo para que Visión los corrija diciendo que su oponente es en realidad Hombre Planta. Doctor Némesis, Luke Cage y Visión continúan su lucha con Hombre Planta y sus Soldados Brotes. Se las arreglaron para derrotar a Hombre Planta, pero no pueden ponerse en contacto con Pantera Negra.
Cuando Fisk intenta iniciar una nueva campaña contra los superhumanos, los héroes deciden oponerse a este plan haciendo que Luke Cage se postule para alcalde en su contra (Tony Stark inicialmente se ofreció como voluntario, pero otros notaron que esto básicamente involucraría a dos hombres blancos compitiendo por un posición de poder, y querían establecerse como diferentes de Fisk, y más tarde se reveló que el "Tony" que se ofreció como voluntario era el Camaleón disfrazado). Después de que Fisk se vio obligado a huir de la ciudad, Cage ganó las elecciones por defecto, pero se ve obligado a mantener las leyes anti-vigilantes ya que carece de la autoridad para desmantelarlas de inmediato. Su primer paso para controlar estas leyes es nombrar a Clint Barton líder de una nueva rama de los Thunderbolts, que Fisk había reiniciado como un grupo de trabajo anti-vigilantes.
En consecuencia, al final de la historia de "Devil's Reign", Luke Cage es elegido Alcalde de Nueva York.

## Trayectoria editorial
Cage fue un héroe novedoso pero controvertido. Fue la entrada de Marvel a la moda de la blaxploitation de la década de 1970, usando un habla propia de las calles, incluyendo su frase característica "Sweet Christmas!" ("¡Dulce Navidad!", en inglés). Versiones más recientes de este personaje lo han mostrado con una personalidad parecida a la del estereotipo del gangsta estadounidense.
Recientemente, Cage ha aparecido en la serie de historietas Alias escrita por Brian Michael Bendis, The Pulse, Daredevil y en New Avengers, además de en Civil War.

## Poderes y Habilidades
Luke Cage posee una fuerza sobrehumana y resistencia, y tiene la piel y el tejido muscular muy densos, lo que lo hace muy resistente al daño físico. Cage posee estas capacidades como resultado de una regeneración celular experimental que fortificó los diversos tejidos de su cuerpo. Su piel puede resistir balas de alto calibre, heridas punzantes, corrosivos, ataques biológicos y temperaturas y presiones extremas sin sufrir daños. Una segunda exposición a dichos experimentos mejoró aún más su resistencia y durabilidad.
El mismo experimento que le concedió su gran resistencia y durabilidad también lo ha dotado con una gran rapidez de recuperación de una lesión.
Luke Cage es un luchador excepcional de la calle y era un atleta dotado antes de recibir habilidades sobrehumanas. También ha estudiado artes marciales bajo las instrucciones de Puño de Hierro, el aprendizaje de cómo acoplar el apalancamiento con su fuerza con el fin de aumentar su efectividad en el combate contra los oponentes más poderosos.
Es dueño de una chaqueta que es tan duradera como su piel después de someterse al tratamiento "Power Man" durante su segunda exposición.

## Otras versiones

### Tierra-X
En el futuro alternativo de la Tierra X, la mayoría de la humanidad ha ganado superpoderes, pero aún necesita vigilancia. Un viejo Luke Cage es un policía, completo con uniforme, y recluta a Peter Parker.

### Exilios
En esta realidad, Luke Cage es Power Fist, una mezcla entre las 616 versiones de Luke Cage / Power Man y su amigo Iron Fist. Él es también el líder de esta realidad de los Vengadores. Él los lleva a erradicar los Vi-Locks y Sunfire salva su vida cuando ella está atrapada en su mundo. Luego se traslada a la realidad de Quentin Quire para reemplazar a uno de sus yoes que murió cuando no debería haberlo hecho.

### Casa de M
Después de obtener sus poderes, Luke forma un sindicato del crimen en Hell's Kitchen, que más tarde se convierte en un Human Resistance Movement. y recluta a varios héroes humanos a su lado, incluido Cloak, que admira a Luke como una figura paterna. Él es la primera persona que Layla Miller viene a 'despertar' de la realidad de la Casa de M y se une a la fuerza que derrota a Magneto y sus hijos en Genosha.

### Marvel Noir
En el universo de Marvel Noir, el excriminal Luke Cage utiliza su reputación a prueba de balas para limpiar su vida y su vecindario después de una estancia en prisión.

### Marvel Zombies
Luke Cage, vestido con su traje original de discoteca, es miembro de Los Vengadores y uno de los primeros héroes en ser infectados por el virus alienígena, finalmente infectado por un Sentry zombificado, junto con los otros Vengadores. También se encuentra con Ash Williams poco después de haber sido infectado. Es uno de los pocos héroes que se las arregla para comer a Silver Surfer, y recibe poderes cósmicos al hacerlo. Al final de la miniserie de Marvel Zombies, él ayuda a devorar a Galactus y se convierte en miembro de "The Galacti" (junto con Iron Man, Spider-Man, Giant Man, Wolverine y Hulk), que viajan por el universo devorando toda la vida en planetas, sin embargo los rayos de energía de Galactus golpean la mitad inferior del cuerpo de Cage. A continuación, los Marvel Zombies atacan un planeta Skrull, solo para enfrentarse a los Cuatro Fantásticos, que consisten en Pantera Negra, Tormenta, la Mole y Antorcha Humana. A los zombis les gusta tanto que intentan capturar a los Cuatro Fantásticos e intentar transportarlos a su realidad completamente poblada, pero los Cuatro Fantásticos logran escapar.
Luke Cage también tiene un papel en Marvel Zombies 2, uniéndose a Spider-Man en la lucha contra el otro Galactus al darse cuenta de que su hambre se ha desvanecido con el tiempo. Su brazo perdido es reemplazado por un brazo trasplantado de un ser desconocido (posiblemente alienígena) y su mitad inferior perdida también es reemplazada por una cibernética. En la conclusión de la serie, él es transportado a otro universo que también es tomado por la infección. Cage lucha para derrotar a los zombis hambrientos de esta realidad, liderando a los Shi'ar convertidos contra la Tierra, pero es derrotado y asesinado por los principales zombis del nuevo mundo.

### Ultimate Marvel
Una versión diferente de Power Man aparece en el universo de Ultimate Marvel como miembro de los Defensores, aunque nunca se lo conoce como "Luke Cage". En este universo, los Defensores consisten en varias personas que quieren ser superhéroes pero no tienen superpoderes útiles, y parecen estar más interesados en el aspecto de celebridad de ser héroes que en hacer algo heroico. Esta versión originalmente nunca tuvo ningún poder.
Sin embargo, en Ultimate Comics: New Ultimates, él y los Defenders aparecen con poderes, otorgados por Loki.

### Secret Wars (2015)
Durante la historia de "Secret Wars", aparecen diferentes versiones de Luke Cage en los diferentes dominios de Battleworld:
- En el dominio de Battleworld de Spider-Island, Luke Cage fue parte del ataque de la resistencia contra Spider Queen.[76]
- En el dominio de Battleworld del Valle de la Muerte, Luke Cage ayudó al Sheriff Red Wolf a mantener la paz en Timely luego de la muerte del alcalde Wilson Fisk.[77]
- En el dominio Battleworld de Warzone, Luke Cage todavía estaba del lado del Capitán América, ya que la guerra civil sobrehumana se ha intensificado.[78]
- En el dominio Battleworld de Arcadia, Luke Cage y Jessica Jones ayudaron a luchar contra una horda de zombis de Deadlands después de que la mujer Loki atacara parte del Escudo.[79]
- En el dominio de Battleworld de la Ciudad Amurallada de Nueva York, Luke Cage y Jessica Jones están casados y viven en su residencia en Harlem.[80]

## Adaptaciones a otros medios

### Televisión

#### Series animadas
- Luke Cage aparece en El escuadrón de superhéroes, con la voz de Lil 'JJ.[81] Esta versión es miembro de Heroes for Hire junto a Iron Fist y Misty Knight en el episodio "Super Mocosa". También tiene un cameo en el primer episodio "And Lo ... A Pilot Shall Come!".

- Luke Cage sale en la segunda temporada de Los Vengadores: Los Héroes Más Poderosos del Planeta,[82] con la voz de Christopher B. Duncan:
  - En el episodio 31, Él y Puño de Hierro son contratados por Hank Pym para recuperar su traje de Ant-Man robado de un ladrón que lo usa en atracos a bancos.
  - En el episodio 49, más tarde se convierte en un miembro de los Nuevos Vengadores, para enfrentar a Kang el Conquistador.
  - En el episodio 52, ayuda a luchar contra la invasión de Galactus.

- Una versión adolescente de Luke Cage aparece como uno de los personajes principales de la serie Ultimate Spider-Man[83][84] con la voz de Ogie Banks.[85]
  - En la primera temporada, su encarnación es parte del equipo original de S.H.I.E.L.D. de Spider-Man (junto con Puño de Hierro, White Tiger y Nova). Adopta el alias de Power Man ya que siente que debería nombrarse a sí mismo por sus poderes. Las habilidades de Power Man son super fuerza y su piel impenetrable.
  - En la segunda temporada, en el episodio "Rhino", se ve que no es tan invulnerable, luego al quedar acuchillado por Rhino y el episodio "La Trampa Familiar", revela que recibió sus poderes de una versión de la Fórmula del Súper Soldado desarrollado por sus padres (Walter y Amanda) como científicos de S.H.I.E.L.D. y su nombre civil se presenta aquí como su nombre de nacimiento real. También encuentra a sus padres que estaban trabajando para Escorpio, porque les mintieron sobre Luke siendo capturado y prometió a su hijo a cambio. Pronto, derrota a Escorpio y se reúne con sus padres, al ver que también son amigos de Nick Fury, y sus poderes se volvieron inigualables por el cambio de sus ojos al verse azules al final.
  - Aparece en la tercera temporada, y el episodio "Ant-Man", Amadeus Cho como la Araña de Hierro le fabrica a Luke, un nuevo traje para ayudar a Spider-Man y Ant-Man a entrar al cuerpo de Fury de destruir unos nanobots implantados por el Doctor Octopus.
  - Regresa en la cuarta temporada, en el episodio "Lagartos", cuando intenta evitar contra la infección de Lagartos, a pesar de que es inumune ante la mordida de los lagartos por su piel impenetrable, hasta que sale volando fuera del Triskelion, por un Tritón infectado, incluyendo en el episodio "Regreso al Univers-Araña, Pt. 1" muestran una versión vampiro de mano de obra que es leal al Rey Lagarto en el momento en que Spider-Man y Chico Arácnido visitaron esta realidad. Gracias a una combinación del fragmento del Sitio Peligroso y una luz UV, Spider-Man, Chico Arácnido y Blood Spider fueron capaces de curar a todos de la cepa vampiro. En "Los Destructores de Arañas, Pt. 3", después que Nova ataca a Araña Escarlata porque supo que él fue el espía del Doctor Octopus por revelarle la identidad de Spider-Man, de poner en peligro a la academia S.H.I.E.L.D. y a la Tía May, él junto con Puño de Hierro y Chica Ardilla atacan a los Spider-Slayers y al detenerse, junto con el Agente Venom están en contra de Escarlata por sus malas acciones que merece ser encerrado de por vida, antes de que su energía fue drenada por Kaine. En el final, "Día de Graduación, Pt. 1 y 2", él, Puño de Hierro, Nova y White Tiger están con Spider-Man por última vez para encontrar al Doctor Octopus y en proteger a la tía May, quién los alojó en su casa hace tiempo y sería personal, van a la primera guarida de Ock y se enfrentan al Escorpión y Calavera que se convierte en el nuevo Lagarto, y los derrotan. Luego en la ceremonia de graduación y reunirse con sus padres, es atrapado con los otros en un campo de fuerza en el Triskelión en una trampa de Ock y al final es liberado por Spider-Man.
- Luke Cage aparece en Marvel Disk Wars: The Avengers, con la voz de Ryōkan Koyanagi.

#### Series de acción en vivo
- Mike Colter interpreta a Luke Cage en el Marvel Cinematic Universe
  - Luke Cage aparece en la serie de Marvel / Netflix, Jessica Jones.[86] El personaje se presenta como el dueño de un bar con el que Jones se encuentra durante el transcurso de una investigación.[87] Antes estaba casado con una mujer llamada Reva Connors hasta que Kilgrave manipula a Jessica Jones para matarla. Regresó en la serie final de ese programa en 2019, siendo como el dueño del Paraíso de Harlem de Dillard, visita a Jessica al decirle que debe hacer lo correcto en encerrar a Trish Walker, así como lo hizo con Willis Stryker.
  - Más tarde aparece como el personaje principal en la serie 2016 de Netflix, Luke Cage con Cheo Hodari Coker como showrunner.[88][89] Luke Cage es la primera serie de televisión de Marvel que encabeza un superhéroe negro.[90] Para la serie, la diseñadora de vestuario Stephanie Maslansky cambió la apariencia de Luke de los cómics, que describió como "un poco tontos", a los de un hombre común. Maslanksy explicó: "Es un héroe de la clase trabajadora, y eso se ve con la ropa que usa. Se viste con camisetas de trapo y hueso, en jeans Levis. Ropa que ya tiene este bello tipo de textura desgastada y texturizada".[91] Maslanksy también afirmó que el guardarropa de Cage, que ella describió como su "armadura psicológica",[92] es algo que tiene en común con sus contrapartes de Defensores diciendo: "Todos han luchado con su pasado, y ninguno de ellos realmente quiere ser notado. Es por eso que eligen esta ropa de todos los días para que no se destaque entre la multitud ".[93]
  - Mike Colter repitió su papel en The Defenders, una miniserie de crossover.[87]
  - Luke Cage es mencionado en el episodio de Cloak & Dagger, "Blue Note", por Solomon y Tyrone Johnson. Es mencionado cuando Solomon está viendo un periódico en el cual aparece Luke Cage, enseguida Tyrone lee el encabezado de este el cual es: "Luke Cage pelea en Harlem" y a la par menciona a la editora de este artículo la cual resulta ser Karen Page.

### Videojuegos
- Luke Cage aparece como un personaje jugable en Marvel Ultimate Alliance con la voz de Greg Eagles. Es un personaje cuerpo a cuerpo y sus poderes incluyen super fuerza y ataques relacionados con la cadena. Incluye sus disfraces New Avengers, Hero for Hire, Cage y Street. Cage tiene un diálogo especial con Arcade y Brigada de Demolición. Un disco de simulación tiene a Cage combatiendo a Ultron en la Base Omega de S.H.I.E.L.D.[94]
- Luke Cage aparece como un personaje no jugador en Spider-Man: Web of Shadows, con la voz de Robert Wisdom. En las versiones de PlayStation 2 y PSP, Spider-Man lo ayuda a combatir a las personas infectadas. Si las vías del tren se cambian a donde Cage está peleando, él ataca a Spider-Man con la esperanza de quitarle el traje de simbionte. De lo contrario, se infecta y ataca a Spider-Man. Cuando el Symbiote-Cage es derrotado, Cage se convierte en un personaje de ayuda que usa su súper fuerza en enemigos.
- Luke Cage aparece como un personaje jugable en Marvel: Ultimate Alliance 2, con la voz de Khary Payton. Él está encerrado en el lado Anti-Reg durante la porción de la Guerra Civil del juego. Su disfraz sigiloso de Secret War es su disfraz alternativo desbloqueable. Su traje por defecto se parece mucho a su diseño visto en Spider-Man: Web of Shadows tanto en ropa como en apariencia general.
- Luke Cage aparece en el final de Iron Fist para Ultimate Marvel vs. Capcom 3 como miembro de su nuevo Heroes for Hire y una carta para el modo Heroes y Heralds. Además, su contraparte de Power Fist de un universo alternativo en la serie New Exiles aparece como un disfraz alternativo para Iron Fist.[95]
- Luke Cage es un personaje jugable en Marvel Super Hero Squad Online.
- Luke Cage es un personaje jugable en el juego de Facebook Marvel: Avengers Alliance. Se transforma en uno de los dignos como Nul: Destructor de mundos.
- Luke Cage es un personaje jugable en el MMORPG Marvel Heroes,[96] con la voz de James C. Mathis III.
- Luke Cage aparece como un personaje jugable en Lego Marvel Super Heroes,[97] con la voz de John Eric Bentley.
- Luke Cage aparece como un NPC en Disney Infinity: Marvel Super Heroes,[98] interpretado por Ogie Banks. También aparece en Disney Infinity 3.0.
- Luke Cage aparece como un personaje jugable en Lego Marvel's Avengers,[99] con la voz de Ogie Banks.
- Luke Cage es un personaje jugable en Marvel Future Fight.
- Luke Cage es un personaje jugable en Marvel: Contest of Champions.
- Luke Cage es un personaje jugable en Marvel Strike Force.[100]
- Hay dos versiones jugables de Luke Cage ("Hero for Hire" y "Power Man") en el juego móvil de tres combinaciones Marvel Puzzle Quest.
- Luke Cage es un personaje jugable en Marvel Ultimate Alliance 3: The Black Order.[101]